# مخزن تراسونا
مخزن تراسونا (به اسپانیایی: Embalse de Trasona) یک مخزن سد در اسپانیا است که در Tresona واقع شده‌است.